# 假毛柄水龙骨
假毛柄水龙骨（学名：Polypodiodes pseudolachnopus）为水龙骨科水龙骨属下的一个种。

## 扩展阅读
- 維基物種上的相關：假毛柄水龙骨